# مولویا گوسوامی
مولویا گوسوامی (انگلیسی: Moloya Goswami) هنرپیشه اهل هند است. وی در سال ۱۹۹۱ برنده جایزه ملی فیلم بهترین بازیگر زن شده‌است.
او در فیلم سرکوب بازی کرده‌است.